# Tijana Dapčević
Tijana Dapčević (født 3. februar 1976 i Skopje), er en makedonsk sangerinde, der repræsenterede Makedonien i Eurovision Song Contest 2014 med sangen "To the Sky".

## Biografi
Tijana Dapčević deltog i 2006 i den nationale finale i Serbien og Montenegro, Evropesma, hvor hun blev nr. 8. Den 28. august 2013 meddelte makedonsk tv, at Dapčević var blevet udvalgt internt til at repræsentere Makedonien ved Eurovision Song Contest 2014 i København.. Sangen, som blev offentliggjort den 22. februar 2014, havde oprindeligt arbejdstitlen "Pobeda" (Победа - på dansk: Sejr), men den 21. februar blev titlen afsløret som "Tamu kaj što pripagjam" (Таму кај што припаѓам), på dansk: der hvor jeg hører til. Ved præsentationen den 22. februar fremførte Dapčević både den makedonske version, samt en engelsksproget version med titlen "To the Sky". Sidstnævnte version blev fremført ved den anden semifinale i Eurovision Song Contest 2014 i København, hvor den dog ikke nåede videre til finalen.

## Diskografi

### Album
- Kao da.. (2001)
- Negativ (2002)
- Zemlja mojih snova (2004)
- Žuta minuta (2007)
- Muzika (2010)[9]